# Тамалпей-Гомстед (Каліфорнія)
Тамалпей-Гомстед (англ. Tamalpais-Homestead Valley) — переписна місцевість (CDP) в США, в окрузі Марін штату Каліфорнія. Населення — 11 492 особи (2020).

## Географія
Тамалпей-Гомстед розташований за координатами 37°52′49″ пн. ш. 122°32′25″ зх. д. / 37.88028° пн. ш. 122.54028° зх. д. (37.880211, -122.540165).  За даними Бюро перепису населення США в 2010 році переписна місцевість мала площу 12,05 км², з яких 12,01 км² — суходіл та 0,04 км² — водойми.

## Демографія
Згідно з переписом 2010 року, у переписній місцевості мешкало 10 735 осіб у 4447 домогосподарствах у складі 2919 родин. Густота населення становила 891 особа/км².  Було 4703 помешкання (390/км²).
Расовий склад населення:
| - 88,0 % — білих - 5,5 % — азіатів - 0,8 % — чорних або афроамериканців - 0,3 % — вихідців з тихоокеанських островів - 0,2 % — корінних американців - 1,1 % — осіб інших рас |

До двох чи більше рас належало 4,0 %. Частка іспаномовних становила 4,6 % від усіх жителів.
За віковим діапазоном населення розподілялося таким чином: 23,9 % — особи молодші 18 років, 62,0 % — особи у віці 18—64 років, 14,1 % — особи у віці 65 років та старші. Медіана віку мешканця становила 45,5 року. На 100 осіб жіночої статі у переписній місцевості припадало 94,4 чоловіків;  на 100 жінок у віці від 18 років та старших — 92,2 чоловіків також старших 18 років.
Середній дохід на одне домашнє господарство  становив 181 641 долар США (медіана — 138 650), а середній дохід на одну сім'ю — 216 875 доларів (медіана — 172 337). Медіана доходів становила 134 356 доларів для чоловіків та 90 602 долари для жінок. За межею бідності перебувало 4,3 % осіб, у тому числі 2,7 % дітей у віці до 18 років та 9,0 % осіб у віці 65 років та старших.
Цивільне працевлаштоване населення становило 5574 особи. Основні галузі зайнятості: науковці, спеціалісти, менеджери — 26,2 %, освіта, охорона здоров'я та соціальна допомога — 24,8 %, фінанси, страхування та нерухомість — 11,1 %, роздрібна торгівля — 8,5 %.